# Comendador Levy Gasparian
Comendador Levy Gasparian – miasto i gmina w Brazylii, w stanie Rio de Janeiro. Znajduje się w mezoregionie Centro Fluminense i mikroregionie Três Rios.